# El Palou
El Palou és una masia del municipi de Cercs (Berguedà) inclosa en l'Inventari del Patrimoni Arquitectònic de Catalunya.

## Descripció
És una construcció que s'edifica en alçada aprofitant el desnivell del relleu, formada per planta baixa i dos pisos. Façana d'accés en desnivell i situada entre l'element principal i un interessant cobert adjacent. A banda de la façana principal presenta poques obertures a les altres parets i un contrafort de suport a la banda de llevant. Carreus grossos i més ben alineats i treballats que la resta d'edificacions properes. Ampliació per la banda de llevant que segueix les mateixes línies edificatives. Teulada a doble vessant amb carener paral·lel a la façana d'accés. El desnivell entre la porta principal i l'era de la part superior es salva mitjançant camí esglaonat. En aquesta roca natural hi ha un altre cobert/pallissa de menor interès.

## Història
Formava part de l'antic traçat del camí de Cercs a Peguera per la Collada de Palou i el Coll de l'Erola. L'edifici conservat per la disposició i mida de les obertures es deuria bastir en el decurs del segle xviii, tot i que s'hi observen diferents ampliacions posteriors. Va estar habitada regularment fins a final dels anys 60 del segle xx.